# 2019年静岡市長選挙
2019年静岡市長選挙（2019ねんしずおかしちょうせんきょ）は、2019年（平成31年）4月7日の第19回統一地方選挙において投開票が行われた静岡市長を選出する選挙である。

## 概要
現職の田辺信宏の任期満了に伴い執行。

## 選挙データ
- 告示日 - 2019年3月25日
- 執行日 - 2019年4月7日

### 同日選挙
- 静岡県議会議員選挙
- 静岡市議会議員補欠選挙（清水区）

## 立候補者
（届け出順）
| 氏名                         | 年齢 | 党派   | 現元新 | 職業・肩書                                              |
| ---------------------------- | ---- | ------ | ------ | ------------------------------------------------------- |
| 天野進吾 （あまの しんご）   | 77   | 無所属 | 元     | 元静岡市長 前静岡県議会議員                             |
| 田辺信宏 （たなべ のぶひろ） | 57   | 無所属 | 現     | 静岡市長（現職） 元静岡県議会議員                       |
| 林克 （はやし かつし）       | 63   | 無所属 | 新     | 元静岡県労働組合評議会議長 静岡県地方自治研究所事務局長 |

### 立候補が取り沙汰された人物
- 難波喬司 - 静岡県副知事
  - 一部地方議員などが擁立を模索したが、最終的に立候補を見送った[4]。なお、市長選出馬の混乱を取る形で副知事職の辞職願を川勝平太知事に提出したが知事はこれを受理せず留任となった[5]。

## タイムライン
2018年
- 11月30日 - 現職の田辺が市議会本会議で3選を目指し立候補を表明[6]。

2019年
- 2月25日 - 天野、林がそれぞれ会見を開き立候補を表明[7]。

## 選挙結果
2019年静岡市長選挙
投票日：2019年4月7日
※当日有権者数：584,837人 最終投票率：48.76%（前回比：＋0.34pts）
| 候補者名 | 年齢 | 所属党派 | 新旧別 | 得票数    | 得票率 | 推薦・支持               |
| -------- | ---- | -------- | ------ | --------- | ------ | ------------------------ |
| 田辺信宏 | 57   | 無所属   | 現     | 138,454票 | 49.59% | 自由民主党・連合静岡推薦 |
| 天野進吾 | 77   | 無所属   | 元     | 107,407票 | 38.47% |                          |
| 林克     | 63   | 無所属   | 新     | 33,322票  | 11.94% | 日本共産党推薦           |

| 区     | 田辺信宏 | 田辺信宏 | 天野進吾 | 天野進吾 | 林克   | 林克   |
| 区     | 得票     | %        | 得票     | %        | 得票   | %      |
| ------ | -------- | -------- | -------- | -------- | ------ | ------ |
| 合計   | 138,454  | 49.59%   | 107,407  | 38.47%   | 33,322 | 11.94% |
| 葵区   | 52,621   | 51.54%   | 37,362   | 36.60%   | 12,107 | 11.86% |
| 駿河区 | 40,814   | 52.32%   | 28,243   | 36.20%   | 8,955  | 11.48% |
| 清水区 | 45,019   | 45.44%   | 41,802   | 42.19%   | 12,260 | 12.37% |

## 備考・出典
1. ↑  “静岡市長選告示　３氏の争い”. 中日新聞. (2019年3月25日) 2022年10月1日閲覧。
2. ↑  自由民主党・連合静岡推薦
3. ↑  日本共産党推薦
4. ↑  “静岡市長選　難波氏の擁立断念へ　支援者「時間ない」”. 産経新聞. (2019年1月30日) 2022年10月10日閲覧。
5. ↑  “難波・静岡副知事、静岡市長選への不出馬を表明”. 日本経済新聞. (2019年2月4日) 2022年10月10日閲覧。
6. ↑  “田辺・静岡市長、3選出馬を正式表明”. 日本経済新聞. (2018年11月30日) 2022年10月10日閲覧。
7. ↑  “静岡市長選　３氏争いか　天野氏、林氏　出馬表明”. 中日新聞. (2019年2月26日) 2022年10月10日閲覧。
8. ↑  静岡市長選｜統一地方選挙 2019｜NHK選挙WEB